# Система спутниковой связи ВМФ США

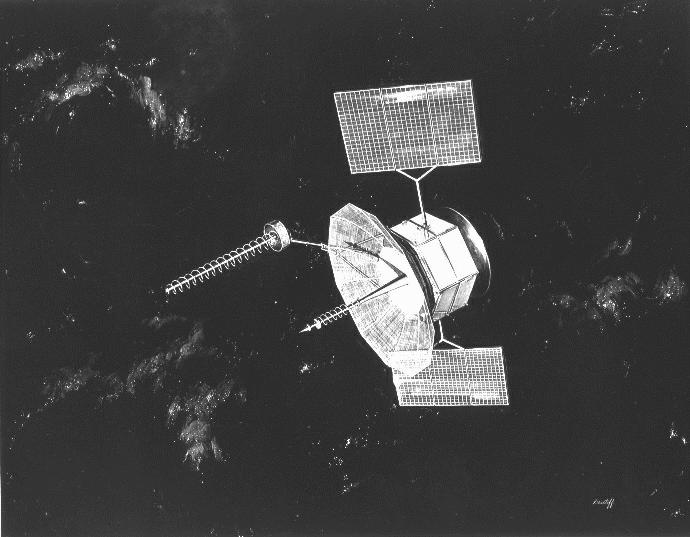
Спутник FLTSATCOM

Система спутниковой связи ВМС США (англ. Fleet Satellite Communications System) (сокр.: FLTSATCOM, FLTSAT) — система спутниковой связи военно-морского флота США для радиосвязи на дециметровых частотах (ДМВ) между кораблями, подлодками, самолетами и наземными станциями.

## История производства и эксплуатации
Все восемь спутников были запущены на геостационарную орбиту с 1978 по 1989 год с помощью ракеты-носителя (РН) Atlas-Centaur. Система начала функционировать в 1981 г. Спутники были изготовлены компанией TRW. Солнечные батареи спутников имели размах более 13,2 метров. Особенностью системы был рефлектор дециметровой передающей антенны диаметром в 4,9 м. Спутники имели 12 транспондеров, которые работали в ДМВ диапазоне 240—400 МГц. FLTSATCOM 7 и 8 дополнительно имели экспериментальные КВЧ-транспондеры построенные лабораторией Линкольна Массачусетского технологического института, которые использовались для тестирования наземных терминалов MILSTAR. Первые семь спутников имели стартовую массу 1884 кг, а последние два — 2310 кг из-за модуля полезной нагрузки КВЧ-транспондера.
Пятый спутник достиг орбиты но был неисправен из-за повреждения солнечных батарей и антенн. Поломку приписали взрывному расслоению обтекателя стекловолокнистого сотового заполнителя во время полета. Внутренняя стенка обтекателя сильно повредила одну из солнечных батарей и погнула мачту передающей антенны, которая так и не смогла полностью развернуться.
Запуск 7-го спутника был произведен вне очереди после неудавшегося запуска РН Delta с метеорологическим спутником GOES-G на борту, который сорвал все планы американского флота в преддверии запуска 6-го спутника. К тому времени, как расследование установило, что происшествие с РН Deltа не будет иметь негативных последствий для следующих запусков, в частности для работы стартового комплекса РН Atlas-Centaur, 7-й спутник уже был готов, и руководство программы, чтобы не откладывать тестирование КВЧ-транспондеров, решило запустить его перед 6-м.
Шестой спутник был уничтожен в одном из самых скандальных инцидентов в истории космической программы США. РН Atlas-Centaur был запущен 26 марта 1987 г. в сильную грозу. На 30-й секунде полета в РН попала молния и статический разряд стал причиной ошибки бортового управляющего компьютера, которая привела к опрокидыванию и разрушению ракеты от перегрузки. Произошел взрыв ускорителя и горящие обломки упали на башню стартовой площадки LC-36B. Вследствие этой катастрофы НАСА ввело для запусков строгие погодные ограничения.
В конце 90-х спутники FLTSATCOM были постепенно заменены спутниками UFO. FLTSAT 7 и 8 продолжают использоваться по назначению.

## Запуски

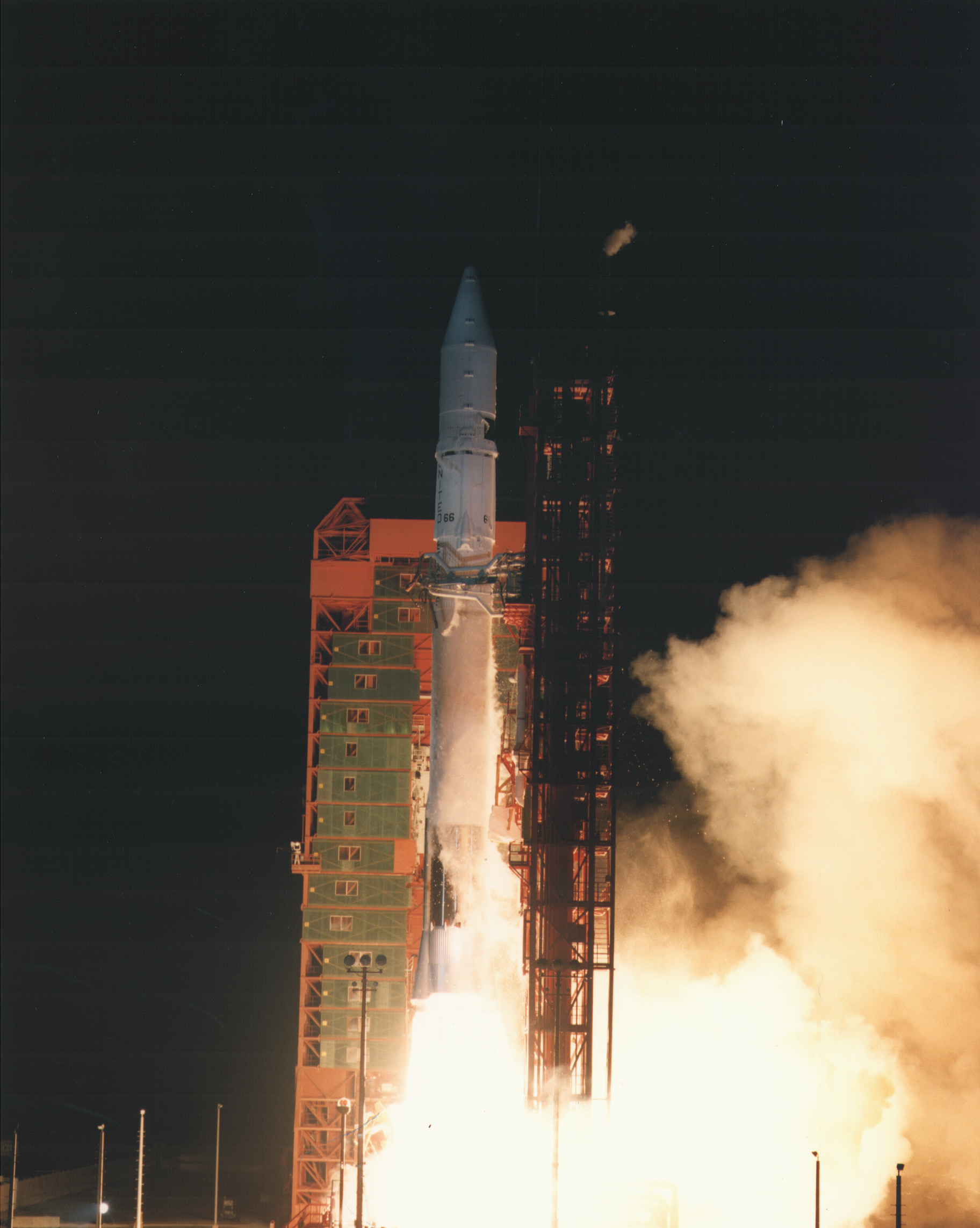
Запуск Atlas-G Centaur-D1AR со спутником FLTSATCOM-7 на борту

| Спутник     | Запуск            | Ракета-носитель          | Статус                            |
| ----------- | ----------------- | ------------------------ | --------------------------------- |
| FLTSATCOM 1 | 9 февраля, 1978   | Atlas-SLV3D Centaur-D1AR | успешный                          |
| FLTSATCOM 2 | 4 мая, 1979       | Atlas-SLV3D Centaur-D1AR | успешный                          |
| FLTSATCOM 3 | 18 января, 1980   | Atlas-SLV3D Centaur-D1AR | успешный                          |
| FLTSATCOM 4 | 31 октября, 1980  | Atlas-SLV3D Centaur-D1AR | успешный                          |
| FLTSATCOM 5 | 6 августа, 1981   | Atlas-SLV3D Centaur-D1AR | поврежден при запуске             |
| FLTSATCOM 7 | 5 декабря, 1986   | Atlas-G Centaur-D1AR     | успешный                          |
| FLTSATCOM 6 | 27 марта, 1987    | Atlas-G Centaur-D1AR     | молния уничтожила ракету-носитель |
| FLTSATCOM 8 | 25 сентября, 1989 | Atlas-G Centaur-D1AR     | успешный                          |

## Проблемы надёжности
Большинство транспондеров, установленных на этих спутниках, имели примитивные повторители не требовавшие аутентификации и не имевшие контроля над тем, что передают. Это свойство привело к появлению субкультуры радиопиратов в Бразилии, которые с помощью любительского радиооборудования пользовались «беззащитностью» спутников в своих целях. 22 мая 2023 года представителями Satcom Pirates зафиксировано отключение транспондеров спутника FLTSATCOM 8, находящегося в тот момент над Индийским океаном.